# Shuhei Shirai
Shuhei Shirai (白井 脩平 Shirai Shuhei?), född 19 juli 1985 i Kanagawa prefektur, är en japansk fotbollsspelare.
Shirai började sin karriär 2008 i Sagawa Printing. 2010 flyttade han till YSCC Yokohama. Han spelade 85 ligamatcher för klubben. Han avslutade karriären 2015.